# Rejectaria theclalis
Rejectaria theclalis là một loài bướm đêm trong họ Noctuidae.